# Mesocyclops kieferi
Mesocyclops kieferi är en kräftdjursart som beskrevs av van de Velde 1984. Mesocyclops kieferi ingår i släktet Mesocyclops och familjen Cyclopidae. Inga underarter finns listade i Catalogue of Life.